# Organische structuurtheorie
Als onderdeel van de organische chemie wordt in de organische structuurtheorie nagegaan welke rangschikkingen van atomen tot bestaanbare organische verbindingen kunnen voeren. Oorspronkelijk was de organische structuurtheorie vooral een hoeveelheid ervaringswijsheid. Met het besef dat bindingen een vaste lengte hebben en rond een koolstofatoom onder vaste hoeken ten opzichte van elkaar staan werd een eerste stap gezet naar een voorspellende theorie. Met de ontwikkeling van de kwantummechanica en de computationele chemie werd de voorspellende waarde van de theorie steeds groter.
Naast de voorspellende waarde heeft de theorie tegenwoordig ook een wetenschappelijk uitdagende waarde.

## Voorbeeld
De benzeenring is een vlakke structuur. Als een brug van koolstofatomen aangebracht wordt tussen de koolstofatomen 1 en 4 (die tegenover elkaar in de ring liggen) dan zal dit geen effect hebben op de vlakke structuur als de brug lang genoeg is. Wordt de brug korter, dan deze bij een gegeven lengte koolstofatomen 1 en 4 van de benzeenring naar elkaar toe gaan trekken. Het gevolg is dat de benzeenring niet meer vlak kan zijn, en bij verder verkorten van de brug zal ontsnappen naar een dewar-structuur. Voor de theoretisch organisch chemicus ontstaat hiermee de uitdaging: namelijk de bepaling van het aantal koolstofatomen in de brug waarbij die ontsnapping optreedt. De synthetisch organisch chemicus vindt hier zijn wetenschappelijke uitdaging de verbindingen te maken, of dat in ieder geval te proberen.